# Heimir Einarsson
Heimir Einarsson (20 aprile 1987) è un ex calciatore islandese, di ruolo difensore.

## Carriera

### Club
Esordisce nella squadra di Akranes nella stagione 2006. Dice addio al calcio nel 2011.

### Nazionale
Einarsson vanta anche una presenza con la nazionale dell'Islanda.